# Nuevas Maravillas
Nuevas Maravillas är en ort i Mexiko.   Den ligger i kommunen Cintalapa och delstaten Chiapas, i den sydöstra delen av landet, 600 km sydost om huvudstaden Mexico City. Nuevas Maravillas ligger 1 257 meter över havet och antalet invånare är 327.
Terrängen runt Nuevas Maravillas är kuperad. Runt Nuevas Maravillas är det ganska glesbefolkat, med 26 invånare per kvadratkilometer. Närmaste större samhälle är Esperanza de los Pobres, 18,8 km sydost om Nuevas Maravillas. I omgivningarna runt Nuevas Maravillas växer huvudsakligen savannskog.